# Church of Your Heart
Church of Your Heart, skriven av Per Gessle, blev den femtesingeln från den svenska popduon Roxettes album "Joyride" från 1991. Singeln kom ut 1992.

## Låtlista
Maxi-CD
1. "Church of Your Heart" – 3:18
2. "I Call Your Name" – 3:37
3. "Come Back (Before You Leave)" (Demo april 1990) – 4:11
4. "Soul Deep" (Tom Lord-Alge Remix) – 3:40

CD 2 – Storbritannien
1. "Church of Your Heart" – 3:18
2. "I Call Your Name" – 3:37
3. "Soul Deep" (Tom Lord-Alge Remix) – 3:40
4. "Roxette Megamix"

## Listplaceringar
| Lista (1992)  | Position |
| ------------- | -------- |
| Nederländerna | 59       |
| Nya Zeeland   | 47       |
| Sverige       | 35       |
| Österrike     | 24       |

### Fotnoter
1. ↑  ”Roxette”. Arkiverad från originalet den 24 augusti 2011. https://web.archive.org/web/20110824031633/http://www.roxette.se/discography.php. Läst 22 maj 2011.
2. ↑  ”Listplacering”. http://dutchcharts.nl/showitem.asp?interpret=Roxette&titel=Church+Of+Your+Heart&cat=s. Läst 22 maj 2011.
3. ↑  ”Listplacering”. Arkiverad från originalet den 20 december 2013. https://web.archive.org/web/20131220034912/http://charts.org.nz/showitem.asp?interpret=Roxette&titel=Church+Of+Your+Heart&cat=s. Läst 22 maj 2011.
4. ↑  ”Listplacering”. http://swedishcharts.com/showitem.asp?interpret=Roxette&titel=Church+Of+Your+Heart&cat=s. Läst 22 maj 2011.
5. ↑  ”Listplacering”. http://austriancharts.at/showitem.asp?interpret=Roxette&titel=Church+Of+Your+Heart&cat=s. Läst 22 maj 2011.